# 雷蒙·塔勒
雷蒙·塔勒（法語：Raymond Talleux，1901年3月2日—1982年3月21日），法国男子赛艇运动员。他曾代表法国参加1924年夏季奥林匹克运动会赛艇比赛，获得男子四人单桨有舵手银牌。